# Szegedi VE
A Szegedi VE egy magyar vízilabdaklub, melynek székhelye a Szegeden található. Jelenleg a Vodafone OB I-ben szerepel, ami a magyar első osztálynak felel meg. A csapat 1993 óta szerepel ezen a néven. Elődje a Szeged SC volt.
A LEN-kupát 2009-ben, a magyar kupát pedig 2011-ben nyerte meg története során először. A LEN-szuperkupában 2009-ben döntőt játszott.

## Sikerei

### Hazai
- Magyar kupagyőztes: (3)
  - (2011, 2012, 2013)

### Nemzetközi
- LEN-kupa
  - 1. hely (1): (2009)
- LEN-szuperkupa
  - 2. hely (1): (2009)

## Külső hivatkozások
- Hivatalos honlap
- Adatok a waterpolo.hu honlapján. Archiválva 2013. május 12-i dátummal a Wayback Machine-ben